# Nuugaatsiap Qaqqaa
Nuugaatsiap Qaqqaa (dänisch Snehætten) ist ein grönländischer Berg im Distrikt Uummannaq in der Avannaata Kommunia.

## Lage
Der Berg liegt zentral auf der Insel Qeqertarsuaq. Er hat eine Höhe von 1765 m.